# Chủ nghĩa khách quan
Chủ nghĩa khách quan là triết lý duy tâm của triết gia và văn hào người Mỹ gốc Nga Ayn Rand (1905-1982). Chủ nghĩa khách quan nói rằng thực tế hiện hữu độc lập với sự ý thức của con người; rằng con người có thể hiểu được khách quan qua tri giác bằng phương pháp cấu tạo khái niệm và luận lý quy nạp và luận lý suy diễn; rằng nguyên tắc đạo đức chính của con người là đi tìm hạnh phúc hoặc tư lợi hữu lý cho chính mình; rằng hệ thống xã hội duy nhất phù hợp với căn bản đạo đức đó là sự tôn trọng quyền lợi cá nhân thực hiện qua chủ nghĩa tư bản "laissez-faire"; và rằng vai trò của nghệ thuật trong đời sống là để chuyển biến từ những tư tưởng siêu hình sang một vật dạng hữu hình (một sản phẩm nghệ thuật) mà người nghệ sĩ có thể hiểu được và xúc cảm.
Ayn Rand lúc đầu phát biểu những triết lý của bà qua các tác phẩm văn chương như The Fountainhead (Suối Nguồn), Atlas Shrugged (Atlas nhún vai),… Sau này bà ra thêm những tạp chí như The Objectivist Newsletter, The Objectivist, và The Ayn Rand Letter, và các tác phẩm như Introduction to Objective Epistemology và The Virtue of Selfishness.
Chữ "Khách quan" bắt nguồn từ ý niệm rằng kiến thức và giá trị của con người là khách quan: chúng không phải tạo ra bởi trí tưởng tượng của con người mà là bởi bản chất của thực tế, được nhận thức bởi trí óc của con người. Bà Rand dùng chữ này vì chữ mà bà muốn dùng để diễn tả triết lý dựa trên sự hiện hữu (chủ nghĩa hiện sinh) đã được dùng trong triết học.